# Платинотрон

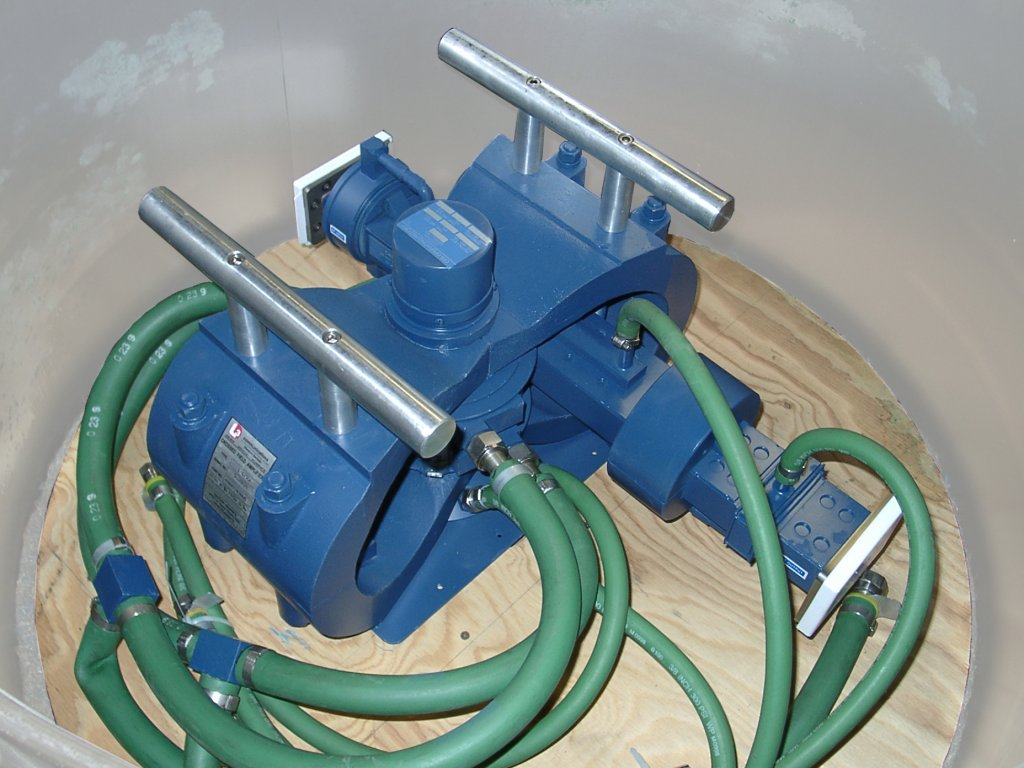
Платинотрон L−4756A з водяним охолоджденням під час транспортування

Підсилювач зі схрещеними полями (ПСП) — підсилювач зворотної хвилі магнетронного типу з замкненим електронним потоком, в якому використовується кільцева сповільнююча система з непарним числом періодів. Винайдений в 1949 американським інженером В. Брауном, який дав йому крім амплітрона й іншу назву — платинотрон. Розмикання кільцевої сповільнюючої системи в амплітроні, необхідної для введення і виведення НВЧ енергії, а також для здійснення режиму біжної хвилі, забезпечується завдяки розриву у зв'язках використаної сповільнюючої системи бугельного типу. Електронний потік амплітрона аналогічний електронному потоку магнетрона, з яким амплітрон (в порівнянні з іншими підсилювачами магнетронного типу) найбільш близький по конструкції і характеристиках. Застосований вперше в середині 1950-х років, яка часто використовується як НВЧ підсилювач у передавачах дуже високої потужності. Новий широкосмуговий підсилювач, який визнають як перший підсилювач зі схрещеними полями
(англ. Crossed-field amplifier), на основі ідей магнетрона створив інженер Вільям Браун (Raytheon). Браун назвав його амплітрон. Інші імена, які іноді використовують виробники — платинотрон (англ. Platinotron) або стабілотрон (англ. Stabilotron).
ПСП має меншу здатність до посилення і смугу пропускання, ніж інші лампи для посилення мікрохвиль, однак більш ефективний і дає змогу отримувати значно більшу вихідну потужність. Пікова потужність може досягати багатьох мегават, а середня потужність становитиме десятки кіловат при використанні пристрою на 70% потужності. У ПСП електричні й магнітні поля перпендикулярні одне одному («схрещені поля»).
Ця лампа має перевагу, яка полягає в тому, що при знятті з неї живлення вона починає пропускати сигнал безпосередньо зі входу на вихід майже без втрат. Два підсилювачі можуть бути з'єднані послідовно, з подачею живлення лише на один з них, у разі ж, якщо той підсилювач, на який подано живлення, вийде з ладу, для відновлення працездатності системи досить перемкнути живлення на другий підсилювач.
Використання замкнутого модулювання електронного потоку зумовлює наявність зв'язку між входом підсилювача і його виходом. Зниження шкідливого впливу цього зв'язку забезпечується внаслідок взаємно протилежного руху електронного потоку і підсилюваної електро-магнітної хвилі. При цьому модулюючий. електронний потік здійснює передачу сигналу зв'язку завжди в одному напрямі — зі входу на вихід амплітрона.
Внаслідок замкнутості електронного потоку в амплітроні повинні виконуватися умови, при яких згрупований електронний потік, переходячи через точку розриву у зв'язках, не піддавався б перегрупуванню. Ця обставина накладає обмеження на смугу підсилюваних частот, яка у амплітрона є тим не менше досить широкою і досягає 5-10% від середньої частоти. У амплітроні, працюючому як широкосмуговий підсилювач, вид коливань (як правило, основний для магнетрона) є паразитним. Для його придушення використовується сповільнююча система з непарним числом періодів. Основні енергетичні параметри амплітрона — потужність і ккд — досягають 10 МВт (в імпульсному режимі) і 80% відповідно (тобто того ж порядку, що і в магнетроні).
- Переваги амплітрона : простота конструкції, малі габаритні розміри і маса, надійність і довговічність;
- Недоліки : порівняно низький коефіцієнт підсилення (10-15 дБ) і високий (по відношенню до інших приладів цього класу) рівень паразитних коливань.

Амплітрони широко застосовуються в передавальних пристроях станцій радіолокації, систем зв'язку, навігації, телеметрії та інших (головним чином в імпульсному режимі).